# IC 2440
IC 2440 је појединачна звијезда у сазвјежђу Жирафа која се налази на листи објеката дубоког неба у Индекс каталогу.
Деклинација објекта је + 73° 27' 33" а ректасцензија 9h 15m 51,0s.